# Ігнатьєв Олег Григорович
Ігна́тьєв Оле́г Григо́рович (нар. 21 травня 1949, Миколаїв) — український театральний діяч та актор, головний режисер Миколаївського академічного українського театру драми та музичної комедії. Заслужений діяч мистецтв України.

## Життєпис
Трудову діяльність розпочав у 1967 році на Південному турбінному заводі «Зоря». Одночасно в цей час він став студентом, акторського факультету Київського театрального інституту імені Карпенко-Карого.
Після закінчення університету у 1971 році, був зарахований актором до трупи Миколаївського обласного українського музично-драматичного театру. Працюючи в театрі без відривно від творчого процесу здобуває другу вищу освіту протягом 1973—1977 років, навчаючись на режисерському факульеті, цього ж таки університету, який закінчив 10 років тому.
У 1979 році Ігнатьєв розпочинає свою режисерську кар'єру, початок якої позначився у сферу інтелектуального і психологічного театру. Перші ж постановки молодого режисера приносять йому перші нагороди та визнання.
У 1983 році Олег Григорович зайняв посаду головного режисера, яку займає і до тепер. Знавець і пропагандист українського музичного театру, у своїх постановках намагається висвітлити не тільки обрядовий бік національного театрального мистецтва, але і якомога яскравіше та глибше передавати глядачам думки, філософію, самобутність української культури.
У 1999 Ігнатьєв був керівником постановочної групи звітного концерту майстрів мистецтв та художньої самодіяльності Миколаївщини в Києві, який отримав високу оцінку уряду.
У 2001 спектакль «Езоп» став переможцем у номінації «За сучасне прочитання античної теми» на фестивалі античної драми «Боспорські агони».
у 1997 році отримав звання «Громадянин року» (Миколаїв).

## Родина
Дружина — Заслужена артистка України Надія Ігнатьєва.

## Постановки
Серед найкращих робіт майстра:
- «Сволота» за п'єсою Я. Гловацької
- «Оргія» Л. Українки
- «Пенелопа» О. Журбіна
- «Містерія-буф» В. Маяковського
- «Дами і гусари» А. Фредро
- «Чудова потвора» за Г. Фігейреду
- «Франческа да Ріміні» М. Ситника за Данте
- «Моя чарівна леді» Ф. Лоу
- «Запорожець за Дунаєм» С. Гулака-Артемовського
- «Енеїда» І. Котляревського (2006)
- «Циганський барон» Й. Штрауса
- «Містер Ікс» І. Кальмана
- «Кармалюк» М. Зарудного
- «Дон Жуан» і «Езоп» Фігейредо
- «Два клени» Є. Шварца